# Bogdan Bogdanović
Bogdan Bogdanović (Cirílico: Богдан Богдановић; Belgrado, Serbia, RF de Yugoslavia, 18 de agosto de 1992) es un jugador de baloncesto serbio que pertenece a la plantilla de Los Angeles Clippers de la NBA. Con 1,96 de estatura juega en la posición de escolta.

## Trayectoria

### Inicios
Bogdanović comenzó su carrera en clubes con sede en Belgrado, KK Zvezdara y KK Žitko Basket. Más tarde, jugó para el equipo júnior de FMP. Bogdanović tomó parte en el torneo Nike International Junior Tournament de la Euroliga de 2010.

### Profesional

#### Partizan Belgrado
En septiembre de 2012, Bogdanović firmó su primer contrato profesional con Partizan Belgrado. En su primera temporada con el equipo en la Euroliga, promedió 5 puntos y 1,8 rebotes en 6 partidos. Después de haber sido invitado a jugar para el equipo nacional en el verano de 2013, vio un aumento de confianza del entrenador Duško Vujošević, que se reflejó en sus minutos en la temporada 2013-14 y un papel más importante en el equipo. En la victoria del partido de la Euroliga sobre CSKA Moscú en Belgrado, Bogdanović anotó su récord personal de 27 puntos, anotando 10 de sus 16 tiros de campo. Poco después del partido, fue elogiado por el selector del equipo nacional, Aleksandar Đorđević por ser uno de los jugadores más prometedores de Europa. En febrero, en un partido de la Liga del Adriático como visitante contra Cibona, Bogdanović anotó su récord personal de 32 puntos, además de atrapar 4 rebotes y repartir 5 asistencias. Durante 23 partidos en la Euroliga, promedió 14,8 puntos, 3,7 rebotes y 3,7 asistencias por partido, todos récords personales. En abril de 2014, junto con su compañero de equipo Joffrey Lauvergne, fue seleccionado en el equipo ideal de la Liga del Adriático. En mayo de 2014, fue elegido Mejor Jugador Joven de la Euroliga de la temporada por los entrenadores de los 24 equipos de la Euroliga. Partizan finalizó la temporada ganando su 13.er título consecutivo, derrotando una vez más a sus rivales Estrella Roja de Belgrado, 3-1 en la serie final. Bogdanović explotó en la serie, con un promedio de 30,8 puntos, 4,8 rebotes y 4,2 asistencias por partido. Por dicha actuación fue nombrado MVP de las Finales.
Bogdanović fue seleccionado en el puesto número 27 de la primera ronda del Draft de la NBA de 2014 por los Phoenix Suns.

#### Fenerbahçe
El 11 de julio de 2014, firmó oficialmente un contrato de cuatro años, con una cláusula de salida que se puede ejecutar después de la segunda o tercera temporada, con el equipo turco Fenerbahçe Ülker.

#### Sacramento Kings
El 13 de julio de 2017 se hizo oficial su traspaso a los Sacramento Kings. Debutando en la NBA, el 23 de octubre de 2017, ante Phoenix Suns.

#### Atlanta Hawks
Tras tres años en Sacramento, el 24 de noviembre de 2020, firma un contrato de 4 años y $72 millones con Atlanta Hawks. Pero el 9 de enero de 2021, se fractura la rodilla derecha y se pierde parte de temporada 2020-21. Vuelve a las pistas el 2 de marzo de 2021.
Al término de su segunda temporada con los Hawks, en junio de 2022, decide operarse para tratar una lesión persistente en la rodilla derecha.
Durante su cuarto año en Atlanta, el 11 de diciembre de 2023, anota 40 puntos ante Denver Nuggets.

#### Los Angeles Clippers
El 6 de febrero de 2025 es traspasado a Los Angeles Clippers a cambio de Terance Mann y Bones Hyland.

### Selección nacional

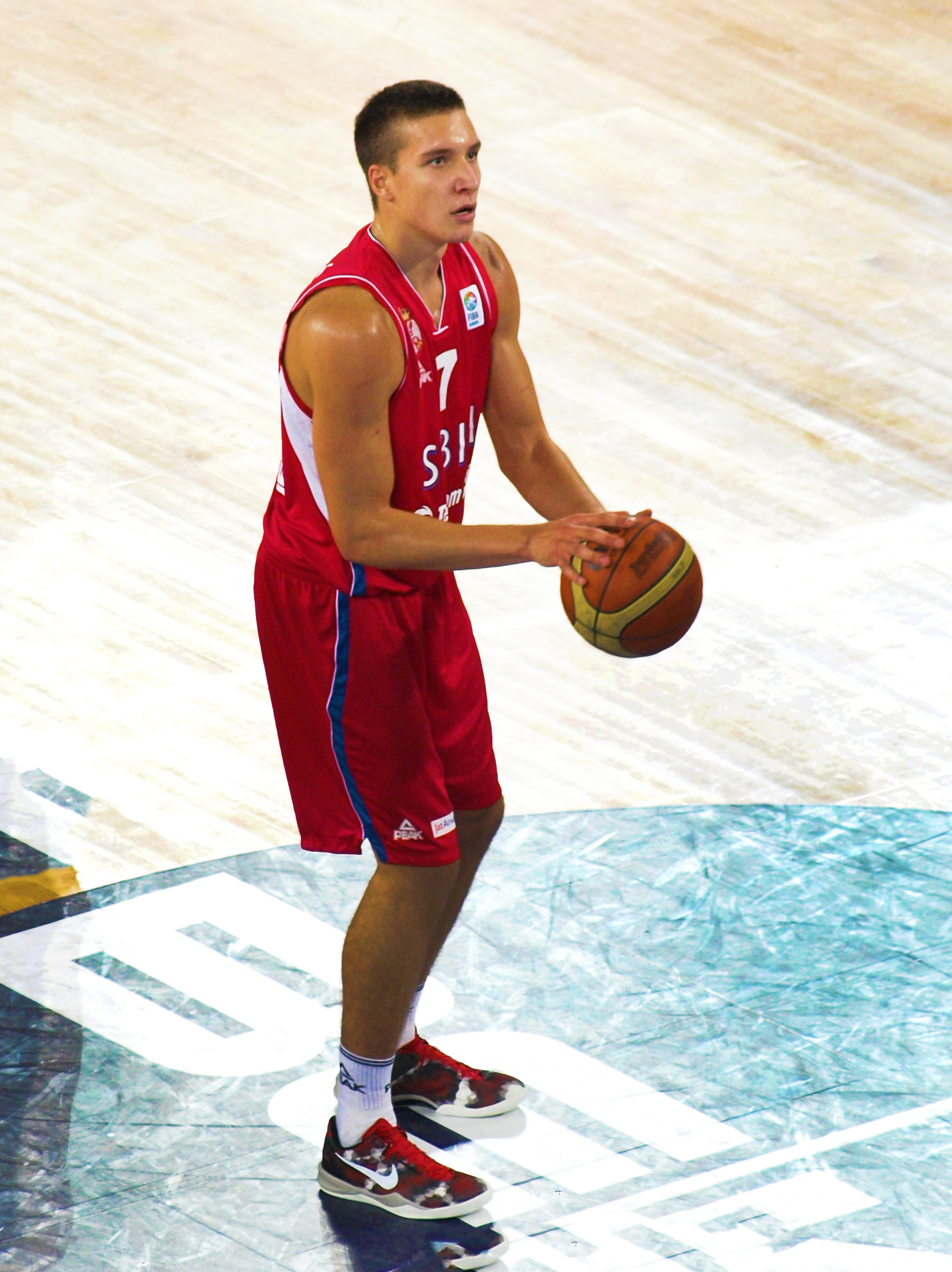
Bogdanović con Serbia en 2013.

Bogdanović jugó para la selección de baloncesto de Serbia en el Campeonato Mundial de Baloncesto FIBA Sub-19 de 2011 en Letonia, donde ganó la medalla de plata. Promedió 8,9 puntos y 5 rebotes por partido. En el EuroBasket 2013 en Eslovenia, Bogdanović representó la selección de baloncesto de Serbia con un promedio de 9,4 puntos, 4,3 rebotes y 2 asistencias por partido.
En 2015, disputó el Eurobasket 2015 donde finalizaron en cuarta posición, tras perder el tercer y cuarto puesto frente a Francia.
En los Juegos Olímpicos de Río 2016, Serbia ganó la medalla de plata, tras perder la final frente Estados Unidos (96–66).
En 2017 volvió, y su selección ganó la plata en el Eurobasket 2017, al perder la final contra Eslovenia.
En 2019, participó con su selección en el Mundial de China, llegando a cuartos de final.
Durante agosto y septiembre de 2023 fue integrante de la selección de Serbia que participó en el Mundial de 2023 celebrado en Asia, y que ganó la plata, tras perder la final ante Alemania. Donde además fue incluido en el mejor quinteto.
Entre julio y agosto de 2024 fue parte de la selección absoluta de Serbia, que disputó los Juegos Olímpicos de París, y que ganó el bronce, tras vencer la final de consolación ante Alemania.

## Estadísticas Euroliga
| Año     | Equipo     | PJ | PT | MPP  | %TC  | %3P  | %TL  | RPP | APP | ROB | TPP | PPP  | VAL  |
| ------- | ---------- | -- | -- | ---- | ---- | ---- | ---- | --- | --- | --- | --- | ---- | ---- |
| 2012–13 | Partizan   | 6  | 3  | 17.3 | .333 | .200 | .800 | 1.8 | 1.0 | .7  | .0  | 5.0  | 3.7  |
| 2013–14 | Partizan   | 23 | 18 | 31.4 | .401 | .370 | .754 | 3.7 | 3.7 | 1.6 | .2  | 14.8 | 12.7 |
| 2014–15 | Fenerbahçe | 29 | 27 | 28.3 | .395 | .358 | .797 | 2.9 | 2.8 | .7  | .3  | 10.6 | 10.0 |
| Total   | Total      | 58 | 48 | 28.5 | .393 | .358 | .775 | 3.1 | 2.9 | 1.1 | .3  | 12.8 | 10.6 |

## Estadísticas de su carrera en la NBA

### Temporada regular
| Año     | Equipo        | PJ  | PT  | MPP  | %TC  | %3P  | %TL  | RPP | APP | ROB | TPP | PPP  |
| ------- | ------------- | --- | --- | ---- | ---- | ---- | ---- | --- | --- | --- | --- | ---- |
| 2017-18 | Sacramento    | 78  | 52  | 27.9 | .446 | .392 | .840 | 2.9 | 3.3 | .9  | .2  | 11.8 |
| 2018-19 | Sacramento    | 70  | 17  | 27.8 | .418 | .360 | .827 | 3.5 | 3.8 | 1.0 | .2  | 14.1 |
| 2019-20 | Sacramento    | 61  | 28  | 28.9 | .440 | .372 | .741 | 3.4 | 3.4 | 1.0 | .2  | 15.1 |
| 2020-21 | Atlanta       | 44  | 27  | 29.7 | .473 | .438 | .909 | 3.6 | 3.3 | 1.1 | .3  | 16.4 |
| 2021-22 | Atlanta       | 63  | 27  | 29.3 | .431 | .368 | .843 | 4.0 | 3.1 | 1.1 | .2  | 15.1 |
| 2022-23 | Atlanta       | 54  | 9   | 27.9 | .447 | .406 | .813 | 3.1 | 2.8 | .8  | .3  | 14.0 |
| 2023-24 | Atlanta       | 79  | 33  | 30.4 | .428 | .374 | .921 | 3.4 | 3.1 | 1.2 | .3  | 16.9 |
| 2024-25 | Atlanta       | 24  | 0   | 24.9 | .371 | .301 | .882 | 2.8 | 2.0 | .8  | .3  | 10.0 |
| 2024-25 | L.A. Clippers | 30  | 4   | 25.0 | .474 | .427 | .875 | 3.1 | 3.2 | .7  | .2  | 11.4 |
| Total   | Total         | 503 | 197 | 28.4 | .437 | .382 | .846 | 3.3 | 3.2 | 1.0 | .3  | 14.3 |

### Playoffs
| Año   | Equipo        | PJ | PT | MPP  | %TC  | %3P  | %TL  | RPP | APP | ROB | TPP | PPP  |
| ----- | ------------- | -- | -- | ---- | ---- | ---- | ---- | --- | --- | --- | --- | ---- |
| 2021  | Atlanta       | 18 | 18 | 33.2 | .390 | .329 | .706 | 4.2 | 2.9 | 1.6 | .3  | 14.1 |
| 2022  | Atlanta       | 4  | 0  | 26.7 | .408 | .346 | .800 | 4.8 | 3.0 | .3  | .3  | 14.3 |
| 2023  | Atlanta       | 6  | 1  | 26.1 | .556 | .455 | .714 | 3.0 | 2.5 | 1.0 | .8  | 13.3 |
| 2025  | L.A. Clippers | 7  | 0  | 16.7 | .364 | .292 | .857 | 2.9 | 2.1 | .4  | .0  | 6.4  |
| Total | Total         | 35 | 19 | 28.0 | .412 | .345 | .756 | 3.8 | 2.7 | 1.1 | .3  | 12.4 |